# Fußball-Club Würzburger Kickers 2015-2016
Questa voce raccoglie le informazioni riguardanti il Fußball-Club Würzburger Kickers nelle competizioni ufficiali della stagione 2015-2016.

## Stagione
Nella stagione 2015-2016 il Würzburger Kickers, allenato da Bernd Hollerbach, concluse il campionato di 3. Liga al 3º posto, vinse i play-off con il Duisburg e fu promosso in 2. Bundesliga. In Coppa di Germania il Würzburger Kickers fu eliminato al primo turno dal Werder Brema.

## Rosa
| N. |                     | Ruolo | Calciatore            |
| -- | ------------------- | ----- | --------------------- |
| 1  | Germania (bandiera) | P     | Dominik Brunnhübner   |
| 2  | Germania (bandiera) | C     | Dennis Schmitt        |
| 3  | Germania (bandiera) | D     | Dominik Nothnagel     |
| 4  | Germania (bandiera) | C     | Rico Benatelli        |
| 5  | Germania (bandiera) | D     | Clemens Schoppenhauer |
| 6  | Germania (bandiera) | D     | Niklas Weißenberger   |
| 7  | Germania (bandiera) | C     | Marco Haller          |
| 8  | Germania (bandiera) | C     | Emanuel Taffertshofer |
| 8  | Germania (bandiera) | C     | Liridon Vocaj         |
| 9  | Iran (bandiera)     | C     | Amir Shapourzadeh     |
| 10 | Tunisia (bandiera)  | A     | Nejmeddin Daghfous    |
| 11 | Germania (bandiera) | C     | Richard Weil          |
| 14 | Grecia (bandiera)   | C     | Ioannis Karsanidis    |
| 16 | Germania (bandiera) | D     | Peter Kurzweg         |

| N. |                        | Ruolo | Calciatore              |
| -- | ---------------------- | ----- | ----------------------- |
| 17 | Germania (bandiera)    | A     | Daniele Bruno           |
| 18 | Germania (bandiera)    | C     | Nico Gutjahr            |
| 19 | Germania (bandiera)    | P     | Kenan Mujezinović       |
| 20 | Ungheria (bandiera)    | C     | Dániel Nagy             |
| 21 | Germania (bandiera)    | D     | Christian Demirtas      |
| 22 | Germania (bandiera)    | D     | Dennis Russ             |
| 25 | Germania (bandiera)    | D     | Paul Thomik             |
| 26 | Stati Uniti (bandiera) | D     | Royal-Dominique Fennell |
| 27 | Germania (bandiera)    | A     | Adam Jabiri             |
| 28 | Germania (bandiera)    | P     | Robert Wulnikowski      |
| 31 | Germania (bandiera)    | D     | Nico Herzig             |
| 32 | Germania (bandiera)    | D     | Lukas Billick           |
| 33 | Italia (bandiera)      | A     | Elia Soriano            |
| 37 | Germania (bandiera)    | A     | Christopher Bieber      |

## Organigramma societario
Area tecnica
- Allenatore: Bernd Hollerbach
- Allenatore in seconda: Lamine Cissé, Peter Endres
- Preparatore dei portieri: Frank Gollwitzer
- Preparatori atletici:

## Calciomercato

### Sessione estiva
| Acquisti | Acquisti                | Acquisti          | Acquisti |
| R.       | Nome                    | da                | Modalità |
| -------- | ----------------------- | ----------------- | -------- |
| D        | Paul Thomik             | Osnabrück         |          |
| C        | Rico Benatelli          | Erzgebirge Aue    |          |
| P        | Dominik Brunnhübner     | Seligenporten     |          |
| A        | Daniele Bruno           | Hoffenheim U19    |          |
| D        | Royal-Dominique Fennell | Kickers Stoccarda |          |
| D        | Peter Kurzweg           | Monaco 1860 II    |          |
| P        | Kenan Mujezinović       | Stoccarda II      |          |
| C        | Dániel Nagy             | Ferencváros       |          |
| D        | Dennis Russ             | Friburgo II       |          |
| C        | Richard Weil            | Magonza II        |          |

| Cessioni | Cessioni               | Cessioni                     | Cessioni |
| R.       | Nome                   | a                            | Modalità |
| -------- | ---------------------- | ---------------------------- | -------- |
| C        | Steven Lewerenz        | Holstein Kiel                |          |
| A        | Corvin Behrens         | Wacker Nordhausen            |          |
| D        | Pascal Bieler          | Wacker Nordhausen            |          |
| A        | Daniel Diroll          | Schweinfurt 05               |          |
| C        | Adrian Istrefi         | Würzburg                     |          |
| P        | André Koob             | Würzburg                     |          |
| P        | Mario Miltner          | Neckarelz                    |          |
| D        | Sebastian Sonnenberger | SG Barockstadt Fulda-Lehnerz |          |
| D        | Kostadin Velkov        | Lokomotiv Sofia              |          |

### Sessione invernale
| Acquisti | Acquisti              | Acquisti          | Acquisti |
| R.       | Nome                  | da                | Modalità |
| -------- | --------------------- | ----------------- | -------- |
| A        | Elia Soriano          | Kickers Stoccarda |          |
| C        | Emanuel Taffertshofer | Monaco 1860       |          |

| Cessioni | Cessioni    | Cessioni                   | Cessioni |
| R.       | Nome        | a                          | Modalità |
| -------- | ----------- | -------------------------- | -------- |
| A        | Fabian Weiß | Sportfreunde Dorfmerkingen |          |

## Risultati

### 3. Liga

#### Girone di andata
| Wiesbaden 25 luglio 2015, ore 14:00 CEST 1ª giornata | Wehen Wiesbaden | 0 – 0 referto | Kickers Würzburg | BRITA-Arena (2 234 spett.)\| Arbitro: \| Steinhaus-Webb \| |
| Arbitro:                                             | Steinhaus-Webb  |               |                  |                                                            |

| Arbitro: | Aarnink |

|                  |           |                   |
| Shapourzadeh 79’ | Marcatori | 83’ (rig.) Hefele |

| Münster 15 agosto 2015, ore 14:00 CEST 3ª giornata | Preußen Münster | 0 – 0 referto | Kickers Würzburg | Preußenstadion (7 132 spett.)\| Arbitro: \| Schult \| |
| Arbitro:                                           | Schult          |               |                  |                                                       |

| Arbitro: | Jablonski |

|  |           |             |
|  | Marcatori | 26’ Binakaj |

| Arbitro: | Skorczyk |

|  |           |                        |
|  | Marcatori | 56’ Russ 79’ Benatelli |

| Arbitro: | Schriever |

|            |           |  |
| Bieber 58’ | Marcatori |  |

| Würzburg 5 settembre 2015, ore 14:00 CEST 7ª giornata | Kickers Würzburg | 0 – 0 referto | Rot-Weiß Erfurt | flyeralarm Arena (6 337 spett.)\| Arbitro: \| Schütz \| |
| Arbitro:                                              | Schütz           |               |                 |                                                         |

| Arbitro: | Börner |

|            |           |  |
| Parker 57’ | Marcatori |  |

| Arbitro: | Storks |

|  |           |            |
|  | Marcatori | 89’ Müller |

| Brema 22 settembre 2015, ore 19:00 CEST 10ª giornata | Werder Brema II | 0 – 0 referto | Kickers Würzburg | Weserstadion - Platz 11 (275 spett.)\| Arbitro: \| Hussein \| |
| Arbitro:                                             | Hussein         |               |                  |                                                               |

| Arbitro: | Schwermer |

|              |           |               |
| Nothnagel 9’ | Marcatori | 87’ Danneberg |

| Arbitro: | Jöllenbeck |

|  |           |                                              |
|  | Marcatori | 15’ (rig.) Daghfous 42’ Benatelli 49’ Jabiri |

| Arbitro: | Kempter |

|  |           |          |
|  | Marcatori | 80’ Groß |

| Arbitro: | Rohde |

|             |           |                           |
| Soriano 23’ | Marcatori | 38’ Shapourzadeh 73’ Weil |

| Arbitro: | Osmers |

|                                    |           |                        |
| Schoppenhauer 69’ Shapourzadeh 76’ | Marcatori | 74’ Drexler 86’ Kienle |

| Rostock 7 novembre 2015, ore 14:00 CET 16ª giornata | Hansa Rostock | 0 – 0 referto | Kickers Würzburg | Ostseestadion (9 050 spett.)\| Arbitro: \| Börner \| |
| Arbitro:                                            | Börner        |               |                  |                                                      |

| Arbitro: | Reichel |

|                     |           |                     |
| Weil 48’ Jabiri 68’ | Marcatori | 18’, 63’ Breitkreuz |

| Arbitro: | Siewer |

|                    |           |                         |
| Kurzweg 19’ (aut.) | Marcatori | 29’ Daghfous 74’ Jabiri |

| Arbitro: | Bläser |

|             |           |          |
| Fennell 88’ | Marcatori | 42’ Beck |

#### Girone di ritorno
| Würzburg 12 dicembre 2015, ore 14:00 CET 20ª giornata | Kickers Würzburg | 0 – 0 referto | Wehen Wiesbaden | flyeralarm Arena (3 301 spett.)\| Arbitro: \| Börner \| |
| Arbitro:                                              | Börner           |               |                 |                                                         |

| Arbitro: | Gerach |

|                         |           |                |
| Testroet 27’ Eilers 45’ | Marcatori | 37’ Karsanidis |

| Arbitro: | Kampka |

|                             |           |  |
| Soriano 3’, 10’ Fennell 90’ | Marcatori |  |

| Arbitro: | Koslowski |

|             |           |                      |
| Dittgen 20’ | Marcatori | 17’ Weil 73’ Soriano |

| Würzburg 6 febbraio 2016, ore 14:00 CET 24ª giornata | Kickers Würzburg | 0 – 0 referto | Stoccarda II | flyeralarm Arena (3 751 spett.)\| Arbitro: \| Bokop \| |
| Arbitro:                                             | Bokop            |               |              |                                                        |

| Aue-Bad Schlema 14 febbraio 2016, ore 14:00 CET 25ª giornata | Erzgebirge Aue | 0 – 0 referto | Kickers Würzburg | Sparkassen-Erzgebirgsstadion (6 000 spett.)\| Arbitro: \| Skorczyk \| |
| Arbitro:                                                     | Skorczyk       |               |                  |                                                                       |

| Arbitro: | Schütz |

|              |           |  |
| Kammlott 55’ | Marcatori |  |

| Arbitro: | Zorn |

|                         |           |  |
| Shapourzadeh 26’ (rig.) | Marcatori |  |

| Arbitro: | Pfeifer |

|                    |           |                                           |
| Kleineheismann 71’ | Marcatori | 36’ Karsanidis 51’ Daghfous 64’ Benatelli |

| Arbitro: | Jöllenbeck |

|                         |           |                       |
| Shapourzadeh 79’ (rig.) | Marcatori | 90’ (rig.) von Haacke |

| Arbitro: | Reichel |

|  |           |               |
|  | Marcatori | 27’ Benatelli |

| Arbitro: | Bokop |

|                                                                  |           |            |
| Shapourzadeh 38’ (rig.) Soriano 51’ Jabiri 76’ Hörnig 79’ (aut.) | Marcatori | 35’ Königs |

| Arbitro: | Koslowski |

|             |           |             |
| Álvarez 11’ | Marcatori | 45’ Fennell |

| Arbitro: | Pfeifer |

|                              |           |             |
| Shapourzadeh 43’ (rig.), 69’ | Marcatori | 78’ Badiane |

| Arbitro: | Hussein |

|  |           |              |
|  | Marcatori | 5’ Benatelli |

| Arbitro: | Alt |

|                  |           |                |
| Soriano 23’, 32’ | Marcatori | 78’ Ahlschwede |

| Arbitro: | Ittrich |

|                 |           |                         |
| Sukuta-Pasu 13’ | Marcatori | 61’ Soriano 66’ Fennell |

| Arbitro: | Welz |

|            |           |              |
| Haller 81’ | Marcatori | 31’ Lewerenz |

| Arbitro: | Osmers |

|  |           |             |
|  | Marcatori | 14’ Soriano |

#### Spareggio promozione-retrocessione
| Arbitro: | Stegemann |

|                          |           |  |
| Weil 10’ (rig.) Nagy 79’ | Marcatori |  |

| Arbitro: | Stieler |

|                          |           |                           |
| Schoppenhauer 33’ (aut.) | Marcatori | 37’ Soriano 90’ Benatelli |

### Coppa di Germania
| Arbitro: | Rohde |

|  |           |                        |
|  | Marcatori | 102’ Ujah 108’ Bartels |

## Statistiche

### Statistiche di squadra
| Competizione                       | Punti | In casa | In casa | In casa | In casa | In casa | In casa | In trasferta | In trasferta | In trasferta | In trasferta | In trasferta | In trasferta | Totale | Totale | Totale | Totale | Totale | Totale | DR  |
| Competizione                       | Punti | G       | V       | N       | P       | Gf      | Gs      | G            | V            | N            | P            | Gf           | Gs           | G      | V      | N      | P      | Gf     | Gs     | DR  |
| ---------------------------------- | ----- | ------- | ------- | ------- | ------- | ------- | ------- | ------------ | ------------ | ------------ | ------------ | ------------ | ------------ | ------ | ------ | ------ | ------ | ------ | ------ | --- |
| 3. Liga                            | 64    | 19      | 6       | 10      | 3       | 22      | 15      | 19           | 10           | 6            | 3            | 21           | 10           | 38     | 16     | 16     | 6      | 43     | 25     | +18 |
| Spareggio promozione-retrocessione | -     | 1       | 1       | 0       | 0       | 2       | 0       | 1            | 1            | 0            | 0            | 2            | 1            | 2      | 2      | 0      | 0      | 4      | 1      | +3  |
| Coppa di Germania                  | -     | 1       | 0       | 0       | 1       | 0       | 2       | 0            | 0            | 0            | 0            | 0            | 0            | 1      | 0      | 0      | 1      | 0      | 2      | -2  |
| Totale                             | 64    | 21      | 7       | 10      | 4       | 24      | 17      | 20           | 11           | 6            | 3            | 23           | 11           | 41     | 18     | 16     | 7      | 47     | 28     | +19 |

### Andamento in campionato
| Giornata  | 1 | 2  | 3  | 4  | 5  | 6 | 7 | 8  | 9  | 10 | 11 | 12 | 13 | 14 | 15 | 16 | 17 | 18 | 19 | 20 | 21 | 22 | 23 | 24 | 25 | 26 | 27 | 28 | 29 | 30 | 31 | 32 | 33 | 34 | 35 | 36 | 37 | 38 |
| --------- | - | -- | -- | -- | -- | - | - | -- | -- | -- | -- | -- | -- | -- | -- | -- | -- | -- | -- | -- | -- | -- | -- | -- | -- | -- | -- | -- | -- | -- | -- | -- | -- | -- | -- | -- | -- | -- |
| Luogo     | T | C  | T  | C  | T  | C | C | T  | C  | T  | C  | T  | C  | T  | C  | T  | C  | T  | C  | C  | T  | C  | T  | C  | T  | T  | C  | T  | C  | T  | C  | T  | C  | T  | C  | T  | C  | T  |
| Risultato | N | N  | N  | P  | V  | V | N | P  | P  | N  | N  | V  | P  | V  | N  | N  | N  | V  | N  | N  | P  | V  | V  | N  | N  | P  | V  | V  | N  | V  | V  | N  | V  | V  | V  | V  | N  | V  |
| Posizione | 9 | 10 | 13 | 15 | 11 | 7 | 9 | 12 | 13 | 14 | 15 | 11 | 12 | 11 | 11 | 9  | 10 | 8  | 9  | 9  | 11 | 10 | 7  | 7  | 7  | 10 | 8  | 6  | 6  | 6  | 4  | 5  | 4  | 3  | 3  | 3  | 3  | 3  |

Legenda:

Luogo: C = Casa; T = Trasferta. Risultato: V = Vittoria; N = Pareggio; P = Sconfitta.

### Statistiche dei giocatori
| Giocatore        | 3. Liga  | 3. Liga | 3. Liga     | 3. Liga    | Relegation 2. Bundesliga | Relegation 2. Bundesliga | Relegation 2. Bundesliga | Relegation 2. Bundesliga | Coppa di Germania | Coppa di Germania | Coppa di Germania | Coppa di Germania | Totale   | Totale | Totale      | Totale     |
| Giocatore        | Presenze | Reti    | Ammonizioni | Espulsioni | Presenze                 | Reti                     | Ammonizioni              | Espulsioni               | Presenze          | Reti              | Ammonizioni       | Espulsioni        | Presenze | Reti   | Ammonizioni | Espulsioni |
| ---------------- | -------- | ------- | ----------- | ---------- | ------------------------ | ------------------------ | ------------------------ | ------------------------ | ----------------- | ----------------- | ----------------- | ----------------- | -------- | ------ | ----------- | ---------- |
| R. Benatelli     | 36       | 5       | 7           | 0          | 2                        | 1                        | 0                        | 0                        | 0                 | 0                 | 0                 | 0                 | 38       | 6      | 7           | 0          |
| C. Bieber        | 16       | 1       | 2           | 0          | 0                        | 0                        | 0                        | 0                        | 0                 | 0                 | 0                 | 0                 | 16       | 1      | 2           | 0          |
| L. Billick       | 18       | 0       | 3           | 0          | 1                        | 0                        | 0                        | 0                        | 0                 | 0                 | 0                 | 0                 | 19       | 0      | 3           | 0          |
| D. Brunnhübner   | 2        | 0       | 0           | 0          | 0                        | 0                        | 0                        | 0                        | 1                 | 0                 | 0                 | 0                 | 3        | 0      | 0           | 0          |
| D. Bruno         | 0        | 0       | 0           | 0          | 0                        | 0                        | 0                        | 0                        | 0                 | 0                 | 0                 | 0                 | 0        | 0      | 0           | 0          |
| N. Daghfous      | 30       | 3       | 3           | 0          | 1                        | 0                        | 0                        | 0                        | 0                 | 0                 | 0                 | 0                 | 31       | 3      | 3           | 0          |
| C. Demirtas      | 5        | 0       | 3           | 0          | 0                        | 0                        | 0                        | 0                        | 0                 | 0                 | 0                 | 0                 | 5        | 0      | 3           | 0          |
| R. Fennell       | 37       | 4       | 8           | 0          | 2                        | 0                        | 1                        | 0                        | 1                 | 0                 | 1                 | 0                 | 40       | 4      | 10          | 0          |
| N. Gutjahr       | 5        | 0       | 0           | 0          | 0                        | 0                        | 0                        | 0                        | 1                 | 0                 | 0                 | 0                 | 6        | 0      | 0           | 0          |
| M. Haller        | 20       | 1       | 4           | 0          | 2                        | 0                        | 0                        | 0                        | 1                 | 0                 | 0                 | 0                 | 23       | 1      | 4           | 0          |
| N. Herzig        | 4        | 0       | 1           | 1          | 0                        | 0                        | 0                        | 0                        | 0                 | 0                 | 0                 | 0                 | 4        | 0      | 1           | 1          |
| A. Jabiri        | 25       | 4       | 3           | 0          | 1                        | 0                        | 0                        | 0                        | 1                 | 0                 | 0                 | 0                 | 27       | 4      | 3           | 0          |
| I. Karsanidis    | 33       | 2       | 5           | 0          | 2                        | 0                        | 1                        | 0                        | 1                 | 0                 | 0                 | 0                 | 36       | 2      | 6           | 0          |
| P. Kurzweg       | 30       | 0       | 6           | 1          | 2                        | 0                        | 1                        | 0                        | 1                 | 0                 | 0                 | 0                 | 33       | 0      | 7           | 1          |
| K. Mujezinović   | 0        | 0       | 0           | 0          | 0                        | 0                        | 0                        | 0                        | 0                 | 0                 | 0                 | 0                 | 0        | 0      | 0           | 0          |
| D. Nagy          | 24       | 0       | 4           | 0          | 1                        | 1                        | 1                        | 0                        | 1                 | 0                 | 0                 | 0                 | 26       | 1      | 5           | 0          |
| D. Nothnagel     | 29       | 1       | 5           | 0          | 1                        | 0                        | 0                        | 0                        | 1                 | 0                 | 0                 | 0                 | 31       | 1      | 5           | 0          |
| D. Russ          | 17       | 1       | 1           | 0          | 2                        | 0                        | 0                        | 0                        | 1                 | 0                 | 1                 | 0                 | 20       | 1      | 2           | 0          |
| D. Schmitt       | 0        | 0       | 0           | 0          | 0                        | 0                        | 0                        | 0                        | 0                 | 0                 | 0                 | 0                 | 0        | 0      | 0           | 0          |
| C. Schoppenhauer | 30       | 1       | 5           | 1          | 2                        | 0                        | 0                        | 0                        | 1                 | 0                 | 0                 | 0                 | 33       | 1      | 5           | 1          |
| A. Shapourzadeh  | 31       | 8       | 4           | 1          | 1                        | 0                        | 0                        | 0                        | 1                 | 0                 | 1                 | 0                 | 33       | 8      | 5           | 1          |
| E. Soriano       | 13       | 8       | 1           | 2          | 2                        | 1                        | 0                        | 0                        | 0                 | 0                 | 0                 | 0                 | 15       | 9      | 1           | 2          |
| E. Taffertshofer | 14       | 0       | 3           | 1          | 2                        | 0                        | 0                        | 0                        | 0                 | 0                 | 0                 | 0                 | 16       | 0      | 3           | 1          |
| P. Thomik        | 10       | 0       | 1           | 0          | 0                        | 0                        | 0                        | 0                        | 1                 | 0                 | 0                 | 0                 | 11       | 0      | 1           | 0          |
| L. Vocaj         | 14       | 0       | 0           | 0          | 0                        | 0                        | 0                        | 0                        | 0                 | 0                 | 0                 | 0                 | 14       | 0      | 0           | 0          |
| R. Weil          | 36       | 3       | 5           | 0          | 2                        | 1                        | 0                        | 0                        | 1                 | 0                 | 0                 | 0                 | 39       | 4      | 5           | 0          |
| F. Weiß          | 1        | 0       | 0           | 0          | 0                        | 0                        | 0                        | 0                        | 0                 | 0                 | 0                 | 0                 | 1        | 0      | 0           | 0          |
| N. Weißenberger  | 10       | 0       | 1           | 0          | 0                        | 0                        | 0                        | 0                        | 0                 | 0                 | 0                 | 0                 | 10       | 0      | 1           | 0          |
| R. Wulnikowski   | 37       | 0       | 4           | 0          | 2                        | 0                        | 0                        | 0                        | 0                 | 0                 | 0                 | 0                 | 39       | 0      | 4           | 0          |